# 림프피시호른
림프피시호른(독일어: Rimpfischhorn, 4,199m)은 스위스 페나인 알프스에 있는 산이다.
산의 첫 번째 등반은 1859년 9월 9일 레슬리 슈테픈과 로버트 리빙이 가이드 멜히어 안더에크 및 요한 춤타우발트와 함께 했다. 그들의 등반 경로는 플루 알프에서 림프피시벵게를 경유하는 것이었다.